# Rasmus Seebach
Rasmus Christian Seebach (født 28. marts 1980 på Frederiksberg) er en dansk sanger, sangskriver og producer. Han solodebuterede med hitsinglen "Engel" i april 2009, efter at have fungeret som sangskriver for andre artister i mere end ti år. I september fulgte hans selvbetitlede debutalbum, der blev en stor succes med over 240.000 solgte eksemplarer, samt rekorden for flest uger på toppen af album-hitlisten. Med udsendelsen af sit andet album, Mer' end kærlighed i oktober 2011, blev Rasmus Seebach den hurtigst sælgende kunstner i Danmark nogensinde, da albummet solgte over 42.000 eksemplarer på én uge. Samlet set har Rasmus Seebach solgt over 600.000 eksemplarer af sine to første album, sammen med live-albummet Rasmus Seebach Live (2012). I november 2013 udkom Seebachs tredje album, Ingen kan love dig i morgen. I november 2015 udkom hans fjerde studiealbum: Verden kan vente.
Rasmus Seebachs musik er også udgivet i Sverige og Norge, og i Tyskland. I Sverige og Norge  har han  især har haft succes med top fem-hittet "Natteravn", der solgte henholdsvis guld og tre-dobbelt platin. I Danmark har Seebach, sammen med storebroderen Nicolai, haft stor succes som sangskriver,  med støttesangen "Hvor små vi er" (2005), der solgte 13 gange platin. 
Rasmus Seebachs succes som soloartist er blevet tilskrevet sangenes enkle, banale tekster om "kærlighed og byture, der i sin lyrik oftest er tale- eller SMS-sprog", samt "at hans livshistorie indeholder ingredienserne til en dansk pop-fortælling af de mere barske", med henvisning til at Rasmus Seebach er søn af den folkekære dansktop-sanger Tommy Seebach, der døde af et hjertestop i 2003, efter et årelangt alkoholmisbrug.

## Liv og karriere

### Opvækst og tidlig karriere (1980 – 2008)
Rasmus Seebach blev født den 28. marts 1980 på Frederiksberg i København, som søn af Karen Sommer og sangeren Tommy Seebach. Rasmus Seebach har desuden en lillesøster, Marie, foruden storebroderen Nicolai. Faderen døde i 2003 af et hjertetilfælde i en alder af 53 år. I sangen "Den jeg er" fra 2009, tilgiver Rasmus Seebach faderen for hans alkoholiske livsstil med ordene, "Lov mig du må ikke sige undskyld, for du har gjort mig til den jeg er". Som ung ville Rasmus Seebach være professionel fodboldspiller. Som barn spillede han på førsteholdet i KB Fodbold på Frederiksberg, men fravalgte fodbolden fordi det gik op for ham at "jeg hellere ville hygge og tage med til klassefest. At jeg ikke syntes, det var sjovt at skulle være så skidefokuseret på at træne, spise sundt og sådan nogle ting."
Rasmus Seebach blev interesseret i musik i en tidlig alder. Faderens lydstudie lå op ad Rasmus' barndomsværelse, hvilket betød at han med sine egne ord var "tvangsindlagt til at lytte til tonerne" og har gjort at han underbevidst er inspireret af faderens musik. Selvom han voksede op med popmusik så blev Rasmus' i teenageårene interesseret i rap- og hip-hopmusik, på grund af "der var noget fed attitude og noget kant" over genren. Sammen med storebroderen Nicolai dannede han rapgruppen, G-Bach, og i 1999 udsendte de et hiphop-album med titlen Skakmat. Albummet var inspireret af den hårde amerikanske hip-hop, men havde samtidig poppede omkvæd. Det var ifølge Rasmus Seebach et skizofrent album: "På den ene del var vi megasure, og på den anden halvdel ville vi egentlig gerne lave nogle sange, som folk godt kunne lide".
Siden slutningen af 1990'erne har Seebach sammen med broderen skrevet og produceret sange til både danske og udenlandske kunstnere. Rasmus og Nicolai Seebach er inspireret af den svenske producer Max Martin, der har arbejdet med Britney Spears og Katy Perry. Seebach-brødrene har siden 2000 drevet produktionsselskabet Top Notch Music, og har bl.a. arbejdet med Infernal, Jokeren, Natasja, Sisse Marie Søby, David Bisbal og Big Brovaz. I 2005 skrev de musikken til velgørenhedssangen "Hvor små vi er" til fordel for ofrene for tsunamien i Det Indiske Ocean. I de efterfølgende år indledte de et samarbejde med rapperen Ankerstjerne (der gik under navnet Jinks), der begge havde studie i pakhusene på Njalsgade på Islands Brygge. I begyndelsen skrev Rasmus, Nicolai og Ankerstjerne sange til deltagere til MGP (heriblandt B-Boys og Nicolai Kielstrup).
Rasmus Seebach har yderligere været med i filmen Carmen & Babyface fra 1995, hvor han spiller Adrian (Babyface).

### Gennembrud som sanger (2009–11)
"Engel er en meget personlig sang, der handler om at blive såret af den man elsker. Man vil så gerne tilgive, men det kan man bare ikke. Man er nødt til at sige farvel og komme videre. Det er svært, når man stadig elsker."
Rasmus Seebach var oprindeligt kun sangskriver for andre kunstnere, og havde det bedst med ikke at være i forgrunden. Dette ændrede sig imidlertid da han skrev sangen "Engel", og Seebach følte det var hans kald at blive sanger. Samtidig var han bange for at han senere i livet ville fortryde ikke at have forfulgt en sangkarriere, "Jeg var ved at være 29 år på det tidspunkt, og så tænkte jeg: 'Okay, skal det ikke bare være nu'. Jeg tror, at jeg ville ærgre mig rigtig meget, hvis jeg havde siddet som 35-årig og spurgt, hvorfor jeg ikke bare havde sunget sangene selv." "Engel" udkom som Seebach's debutsingle i sommeren 2009, og blev med tiden et stort hit. Ifølge Thomas Søie Hansen fra Berlingske Tidende repræsenterer sangen "arnestedet for en helt ny æra i dansk popmusik".
Den 28. september 2009 udkom debutalbummet Rasmus Seebach, hvilket yderligere affødte hitsinglerne "Glad igen", "Lidt i fem" og "Natteravn" blandt de 11 numre. "Engel" vandt i kategorien "P3 Lytterhittet" ved P3 Guld i januar 2010 Albummet blev udgivet i Sverige den 7. juli 2010 på Universal. Her har singlen "Natteravn" ligget som #4 på hitlisten, og bl.a. hittet på den svenske radiostation NRJ, ligesom Seebach har optrådt på svensk TV med sangen. I Danmark rundede albummet i november 2013 mere end 230.000 solgte eksemplarer, og Seebach overtog i oktober 2010 Kim Larsens rekord for flest uger som nummer ét på den danske album-hitliste, med 25 uger.
Ved Zulu Awards 2010 vandt Seebach tre priser i kategorierne Årets nye danske navn, Årets danske sanger og Årets danske hit (for "Engel"). Samme år vandt han prisen som Årets danske mandlige kunstner ved Danish Music Awards.
Rasmus Seebach var med til at skrive Burhan G's single "Jeg vil ha' dig for mig selv" samt yderligere to sange fra albummet Burhan G, der udkom i 2010. Samme år var han også med til at skrive sangen "Ghost of You" til den amerikanske pop-gruppe Selena Gomez & the Scene, fra albummet A Year Without Rain.
Den 27. maj 2011 udkom sangen "Engel" i en engelsksproget version med titlen "Angel" på Universal Music i Tyskland. I september måned udkom "Natteravn" i den engelske udgave, "Calling (Nighthawk)". Singlen opnåede en beskeden placering som nummer 90 på den tyske single-hitliste. Det var efterfølgende planen at en engelsk udgave af Rasmus Seebachs debutalbum skulle udkomme i november 2011, men albummet udkom aldrig. Dette skyldes ifølge Seebach manglende opbakning fra pladeselskabets side.
Han skrev sangen "En god grund" sammen med bl.a. Cutfather til X Factor-Sarahs debutalbum, Hjerteskud fra 2011.

### Mer' end kærlighed(2011–12)
Rasmus Seebach udsendte sit andet studiealbum Mer' end kærlighed, der består af 12 kærlighedssange, den 17. oktober 2011. "I mine øjne" udkom som første single den 22. august, og er ifølge pladeselskabet "en sang, der er inspireret af Rasmus’ mor, og den handler om folk, der betyder meget for ham". Singlen gik direkte ind som nummer ét på single-, streaming- og airplay-listerne, og solgte over 15.000 downloads på én uge. Singlen modtog i midten af december dobbelt platin for 60.000 downloads, og er dermed Seebach's største hit til dato. Albummet modtog overvejende positive anmeldelser, og gik direkte ind som #1 på hitlisten med 42.089 solgte eksemplarer i den første uge. Dette gør Rasmus Seebach til den hurtigst sælgende kunstner nogensinde. Albummet var det bedst sælgende i 2011 i Danmark. I slutningen af oktober 2012 blev Mer' end kærlighed certificeret 10 gange platin for 200.000 solgte eksemplarer. Albummet havde i november 2013 solgt over 225.000 eksemplarer.
I januar 2012 indspillede Seebach duetten "Say You, Say Me" med den amerikanske sanger Lionel Richie i Los Angeles. Sangen er en country-version af Richies sang fra 1985, og udkom på albummet Tuskegee den 5. marts 2012. Albummet indeholder genindspilninger af Richies største hits i duet med anerkendte country-sangere som Shania Twain, Jennifer Nettles, Kenny Rogers og Willie Nelson. Richie var så begejstret for samarbejdet, at sangen udkom i det meste af verden på den internationale udgave af albummet. Den 9. marts 2013 optråde Seebach og Richie med sangen i X Factor.
Seebach har også medvirket i børneserien Ramasjangskolen, som ofte bliver vist på DR Ramasjang.

### Ingen kan love dig i morgenogVerden ka' vente(2013–16)
Det blev i april 2013 bekræftet, at Rasmus Seebach danner par med Julie Teglhus, der til daglig er jurastuderende og 13 år yngre end Rasmus.
Den 12. november 2013 udkom live-udgivelsen Rasmus Seebach Live, med en koncert fra Horsens Statsfængsel i juni 2012.
Den 13. september 2013 udkom singlen "Olivia". Sangen handler om en teenagekæreste Seebach ikke kan genkende mere. "Olivia" var første single fra Rasmus Seebachs tredje studiealbum, Ingen kan love dig i morgen der udkom den 4. november 2013. Seebach har forklaret om titlen: "Vi har ét liv, og jeg synes, at det gælder om at få det bedste ud af det, vi har, i stedet for at gå og bekymre os om i morgen, og lige netop dét, tror jeg rent faktisk er lettere sagt end gjort". Albummet var ifølge Seebach karakteriseret ved at have "lidt mere skramlede produktioner" end tidligere. Det solgte 49.332 eksemplarer i den første uge hvilket slog Seebachs egen rekord for flest solgte album på én uge (siden hitlisternes opgørelse i 1993), som han satte med over 42.000 eksemplarer af Mer' end kærlighed (2011). Ingen kan love dig i morgen affødte også hitsne "Sandstorm" (2013) og "Øde ø" (2014). Albummet var det bedst sælgende i både 2013 og 2014, og modtog i november 2014 ni gange platin for 180.000 eksemplarer.
Seebachs fjerde studiealbum, Verden ka' vente udkom 6. november 2015. Albummets første single, "Uanset" blev streamet 122.000 gange på udgivelsesdagen på Spotify i Danmark, hvilket er en rekord.
I 2015 skrev og fremført titelsangen, "Lille Store Verden", til TV 2s julekalender Juleønsket, samt sangen "Der’ Noget I December" der også var til serien. Begge sange var inkluderet på Verden ka' vente.

### Før vi mødte digog opsamlingsalbum (2017-2021)
I november 2017 udkom Før vi mødte dig, der debuterede på førstepladsen af albumhitlisten og solgte firdobbelt platin. Nummeret "2017" blev udgivet som første single fra albummet. Efterfølgende kom "Bli' her lidt endnu", "Farfar sang" (om Tommy Seebach), "Andeby" (duet med Tommy) og "De værste bedste år".
Seebach udgav opsamlingsalbummet Tak for turen i november 2019. Albummet toppede den danske hitliste, og solgte dobbelt platin. Albummet indeholdt den nye single "Tak for turen".

### 4 til gulvetog musical (2022-nu)
I august 2022 udgav han EP'en 4 til gulvet, der bl.a. indeholdt "Så længe vi danser" og "Livstegn" som var udgivet i hhv. sommeren 2021 og maj 2022.
Seebach skrev musikken til Askepot – The Musical, som havde premiere i Tivolis Koncertsal i marts 2024, hvilket var hans første arbejde med musik til scenen. Musicalen er en moderne fortolkning af det klassiske eventyr og blev skabt i samarbejde med Lars Ankerstjerne og Andreas Sommer. Musicalen fik blandede anmeldelser; Politiken gav fem ud af seks hjerter, mens Vielskerserier.dk skrev at Seebachs musik var god, men unægteligt lød "seebachsk" og gav tre ud af seks stjerner og Iscene.dk skrev at hans tekster udpenslede historien og moralen i en sådan grad, at den blev "uinteressant".
Allerede d. 23. februar 2024 havde Seebach udgivet EP'en Sange fra Askepot (Mine Versioner), der består af fem numre. EP'en indeholdt fem af de 14 sange Seebach havde skrevet til musicalen, og den opnåede en placering som #37 på de danske hitlister.

## Musikalsk stil og succes

### Musikalitet og succes
Ifølge rapper og sangskriver Ankerstjerne, som har samarbejdet med Rasmus Seebach, har han "en musikalitet – formentlig fra sin far – som jeg og de fleste andre aldrig får. For ham er det at spille og synge så naturligt som at trække vejret." Om Seebachs vokal har Ankerstjerne udtalt at, "Nogle kan synge sindssygt smukt og teknisk. Men der er også nogle, der lyder som et rigtigt menneske".
Journalist Danni Travn mener, at Rasmus Seebach succes skyldes at han har ramt den danske selvforståelse: "Jeg synes, at Seebach lykkes med at formidle en persona, som man dybest set gerne vil hænge ud med. Og det tror jeg gælder ret bredt. Selvom man ikke er interesseret i hans musik, så er han god til – med et godt gammelt dansk udtryk – at gå ind i folk med træsko på. Og det kan danskere godt lide." Travn mener yderligere at Seebachs sange er autentiske: "Følelsen af, at man godt kan lide ham gør også, at man gerne vil lytte til hans historier. På den måde er han rigtig god til at bygge en bro mellem sin person og sin musik."

### Tekster og kritik
Christian Møller, der var med til at skrive kontrakt med Rasmus Seebach i 2009, har forklaret Seebachs succes: "Produktionen lyder jo som moderne, international popmusik, men der er et eller andet over det, der er så dansk og så i øjenhøjde med den almindelige dansker". Ifølge Michael Charles Gaunt fra Berlingske kredser Seebachs tekster om "livet, kærligheden og de skærmydsler, du møder på din vej". Teksternes brede appel tilskrives ifølge Christian Møller at de er "hverdagsagtige, ægte og uglamourøse." Ifølge broderen Nicolai Seebach omhandler teksterne "det, der sker i hans liv. Sætning for sætning. Det er fuldstændig 1:1", og ifølge Ankerstjerne giver de "et helt umiddelbart og uredigeret kig ind i ens liv".
Rasmus Seebachs tekster er ofte blevet kritiseret for at være banale og trivielle. Selv har Rasmus Seebach udtalt, at han opfatter dét som et kompliment: "Fordi jeg synes, det trivielle er svært. Det er der nok mange, der har svært ved at forstå. At det er vildt svært at skrive rigtig banalt, men stadig rørende. Det er så svært at ramme den der helt ærlige formulering, som man bliver rørt af. Det er i hvert fald det, jeg selv bliver rørt af." Selv forklarer han sin succes med at "folk mærker de ting, jeg selv mærker, når jeg sidder ved klaveret."

## Privatliv
I en periode i 2011 dannede han par med skuespilleren Julie Zangenberg.
Sammen med sin nuværende kæreste, Julie Teglhus, har han 3 børn.

## Priser
Danish Music Awards
- 2010
  - Årets danske mandlige kunstner
- 2012 (mest vindende kunstner dette år)
  - Årets danske sangskriver (sammen med Nicolai Seebach og Lars Ankerstjerne for Mer' end kærlighed)
  - Årets danske mandlige kunstner'
  - Årets danske popudgivelse (for Mer' end kærlighed)
  - Årets publikumspris
- 2014
  - Årets danske sangskriver (sammen med Nicolai Seebach og Lars Ankerstjerne for Ingen kan love dig i morgen)
- 2017
  - Årets publikumspris
- 2019
  - Årets danske popnavn (nomineret)
- 2021
  - Danish Music Awards' Ærespris

GAFFA-prisen
- 2025
  - Specialprisen Lasting Memories[57]

P3 Guld
- 2009
  - P3 Lytterhittet (for "Engel")

Zulu Awards
- 2010
  - Årets danske hit (for "Engel")
  - Årets danske sanger
  - Årets nye danske navn
- 2018
  - Årets kunstner

## Diskografi
- Rasmus Seebach (2009)
- Mer' end kærlighed (2011)
- Ingen kan love dig i morgen (2013)
- Verden ka' vente (2015)
- Før vi mødte dig (2017)